# 540-talet

## Händelser
- 541 - Pesten upptäcks i den egypiska hamnen Pelusium, och spred sig följande år till Konstantinopel, som den Justinianska pesten. Detta var början på en 200 år lång pandemi som skulle drabba Europa, Mellanöstern och norra Afrika.
- 17 december 546  — Ostrogoterna ledda av Totila återerövrar Rom.

## Födda
- Omkring 540 – Gregorius I, påve.

## Avlidna
- 541 – Ildibad, ostrogotisk kung.